# Олимпийская ассоциация Барбадоса
Олимпийская ассоциация Барбадоса (англ. The Barbados Olympic Association Inc) — организация, представляющая Барбадос в международном олимпийском движении. Основана и зарегистрирована в МОК в 1955 году.
Штаб-квартира расположена в округе Сент-Майкл. Является членом Международного олимпийского комитета, Панамериканской спортивной организации и других международных спортивных организаций. Осуществляет деятельность по развитию спорта на Барбадосе.